# Stephen Arroyo
Stephen Arroyo (Kansas City, 6 ottobre 1946) è uno scrittore e astrologo statunitense.
Ha scritto sette libri sull'astrologia che sono stati tradotti in venti lingue. 

## Biografia
Laureatosi in lettere all'Università della California, ottiene un master in psicologia. Studioso di Jung, si avvicina all'astrologia all'inizio degli anni 70. Ammiratore del pensiero di Dane Rudhyar, la sua visione dell'astrologia ha un approccio psicologico e si allontana notevolmente rispetto alla visione fatalista ereditata dall'astrologia classica.
Insieme a Liz Greene ha pubblicato un libro sulle nuove interpretazioni dell'astrologia moderna.
È stato premiato dalla British Astrological Association per il suo libro Astrology, Psychology and the Four Elements.

## Opere
- Exploring Jupiter: The Astrological Key to Progress, Prosperity & Potential, ISBN 0-916360-58-X (trad it. 	Giove. La chiave astrologica dell'evoluzione, della prosperità e delle potenzialità, Astrolabio Ubaldini, 1998)
- Stephen Arroyo's Chart Interpretation Handbook: Guidelines for Understanding the Birth Chart, ISBN 0-916360-49-0 (trad. it. L'interpretazione della carta natale. Linee guida per comprenderne gli elementi essenziali, Astrolabio Ubaldini, 1991)
- Relationships and Life Cycles: Modern Dimensions of Astrology, ISBN 0-916360-55-5 (trad . it. Relazioni e cicli vitali. Prospettive moderne dell'astrologia, Astrolabio Ubaldini)
- Astrology, Karma & Transformation: The Inner Dimensions of the Birth Chart, ISBN 0-916360-54-7 (trad it. Astrologia, karma, trasformazione. Le dimensioni interiori della carta natale, Astrolabio Ubaldini, 1990)
- Astrology, Psychology and the Four Elements: An Energy Approach to Astrology & Its Use in the Counseling Arts, ISBN 0-916360-01-6 (trad. it. L'astrologia e i quattro elementi. L'influsso dell'energia cosmica sul significato dei pianeti e dei segni, Astrolabio Ubaldini, 1988)
- Practicing the Cosmic Science: Key Insights in Modern Astrology, ISBN 0-916360-62-8 (trad it. Astrologia moderna. Nuove intuizioni, Astrolabio Ubaldini, 1996)
- Person-to-person Astrology:Energy Factors in Love, Sex and Compatibility. (trad. it. Astrologia della relazione. Amore, sesso e compatibilità, Astrolabio Ubaldini, 2008)
- The Practice And Profession Of Astrology: Rebuilding Our Lost Connections With The Cosmos, ISBN 0-916360-15-6